# 東北芸術工科大学の人物一覧
東北芸術工科大学の人物一覧（とうほくげいじゅつこうかだいがくのじんぶついちらん）は、東北芸術工科大学に関係する人物の一覧記事。

## 著名な教職員

### 現教職員
- 根岸吉太郎 （理事長）
- 中山ダイスケ （学長）
- 宮島達男 （副学長･教授）
- 片上義則 （副学長・教授）
- 入間田宣夫 （大学院長・教授）
- 山田修市 （芸術学部長・美術科教授）

- 辻けい （美術科 教授）
- 山川健一 （文芸学科長 教授）
- 石川忠司 （文芸学科 教授）
- 川西蘭 （文芸学科 教授）
- 越水利江子 （文芸学科 客員教授）
- 佐藤浩市 （文芸学科 客員教授）
- 竹内昌義 （建築･環境デザイン学科長 教授）
- 藤森照信 （建築･環境デザイン学科 客員教授）
- マエキタミヤコ （建築･環境デザイン学科 客員教授）
- 近藤一弥 （グラフィックデザイン学科 教授）
- 加藤到 （映像学科 教授）
- 平林千春 （企画構想学科 教授）
- 吉田正高 （教養教育センター 准教授）
- 布川郁司 （大学院仙台スクール 教授）
- サンキュータツオ （文芸学科 専任講師）

### 元教職員
- 石井博康（元副学長、元教授）
- 田口洋美 （歴史遺産学科 教授）
- 三田育雄 （旧環境デザイン学科 教授）
- 元倉眞琴 （建築･環境デザイン学科 教授）
- 馬場雄二 （旧情報デザイン学科　グラフィックコース 教授）
- 上條喬久 （旧情報デザイン学科　グラフィックコース 教授）
- 赤坂憲雄 （教養部教授・東北文化研究センター所長）
- 六車由実 （歴史遺産学科 准教授）
- 太田和彦 （グラフィックデザイン学科 教授）
- 内藤正敏 （東北文化研究センター 教授）
- 峯田義郎 （美術科 教授）
- 小山薫堂 （企画構想学科長 教授）
- 前田哲 （映像学科 准教授）
- ボブ田中 （企画構想学科 教授）
- 林海象 （映像学科 教授）
- 久保正彰 （初代学長）
- 會田雄亮 （第2代学長）
- 小沢明 （第3代学長）
- 板垣清一郎 （初代理事長、山形県知事）
- 金澤忠雄 （第2代理事長、山形市長）
- 徳山詳直 （第3代理事長）
- 細川護熙 （初代学園長）

## OB・OG
- 阿久津尚子（アナウンサー）
- 磯谷直史 （ミュージシャン／THE ANDS）
- 黒木あるじ（怪談作家）
- 香坂あかね（アナウンサー）
- たかちひろなり （漫画家/『課長令嬢』）
- 西澤諭志（写真家）
- 渡辺智史 （映像作家・映画監督）
- パフ（お笑い芸人／なかよし）
- 藤本タツキ （漫画家）
- 大久保開 （小説家）
- 風間太樹（映画監督）
- かとうみさと（アートディレクター）
- 平田ぱんだ (THE BOHEMIANS・ボーカル)
- ビートりょう (THE BOHEMIANS・ギター)
- 本間ドミノ先生 (THE BOHEMIANS・キーボード)